# Algimantas Šalna
Algimantas Šalna –también escrito bajo su transliteración del ruso, Альгимантас Шална, Alguimantas Shalna– (Vidiškės, 12 de septiembre de 1959) es un deportista soviético que compitió en biatlón.
Participó en los Juegos Olímpicos de Sarajevo 1984, obteniendo una medalla de oro en la prueba por relevos. Ganó dos medallas de oro en el Campeonato Mundial de Biatlón, en los años 1983 y 1985.

## Palmarés internacional
| Juegos Olímpicos   | Juegos Olímpicos      | Juegos Olímpicos | Juegos Olímpicos |
| Año                | Lugar                 | Medalla          | Prueba           |
| ------------------ | --------------------- | ---------------- | ---------------- |
| 1984               | Sarajevo (Yugoslavia) | Medalla de oro   | Relevos          |
| Campeonato Mundial |                       |                  |                  |
| Año                | Lugar                 | Medalla          | Prueba           |
| 1983               | Antholz (Italia)      | Medalla de oro   | Relevos          |
| 1985               | Ruhpolding (RFA)      | Medalla de oro   | Relevos          |